# Roky Erickson
Roger Kynard Erickson (Dallas, Texas, 15 de julio de 1947-Austin, Texas, 31 de mayo de 2019), más conocido por su nombre artístico Roky Erickson, fue un cantante y compositor estadounidense de rock, famoso por ser el fundador y el líder de la banda de rock psicodélico 13th Floor Elevators y por ser, a su vez, un pionero de ese género, al influir notablemente en bandas similares contemporáneas.

## Inicios
Comenzó a tocar el piano a la edad de cinco años. Para los doce años también tocaba la guitarra. Hijo de un arquitecto y una aspirante de cantante de ópera, abandonó los estudios para convertirse en músico profesional. En 1965 firmó su más famosa composición: You're Gonna Mis Me, grabada con un grupo llamado The Spades. Esto llamó la atención de otro grupo local de influencia psicodélica llamado 13th Floor Elevators cuyo letrista Tommy Hall invitó a Roky a unirse al grupo. Rápidamente los Elevators harían su propia versión de You're Gonna Miss Me y llevarían el sencillo al puesto 56 de las listas de Pop en 1966.
El éxito obtenido les abriría las puertas de un contrato con International Artists, pero al igual que crecía su fama también lo haría su notoriedad con las leyes locales por el consumo de marihuana y LSD. Se convirtieron así en el objeto de acoso policial y, tras el arresto de Erickson por posesión de un porro en 1969, este alegaría locura para eludir la cárcel. 
Le siguió un periodo de tres años y medio en el Hospital Estatal Austin. Allí le fue dignosticada esquizofrenia y fue sometido a terapia de electroshock, Thorazina y otros tratamientos psicoactivos.

## Problemas de salud mentales
Aunque salió del hospital en 1973, Roky no volvió a ser ya la misma persona. Volvió a tocar con una nueva banda, The Aliens, pero sus canciones (una serie de grabaciones influenciadas por películas de terror) tales como Red Temple Prayer, Don't Shake Me Lucifer y I Walked With a Zombie encontraron poco éxito comercial. Aun así, tenía un grupo de fieles seguidores pero también un ejército de mánagers sin escrúpulos que le hicieron numerosos contratos poco claros que le llevaron a no cobrar un céntimo de muchas de sus publicaciones. En 1982 firmó una declaración jurada declarando que un marciano había invadido su cuerpo y fue gradualmente desapareciendo de la escena musical.

## Vida posterior a su crisis
Hacia 1990 Erickson se las ingeniaba para sobrevivir con los 200$ al mes que le daba la Seguridad Social. Tras un arresto por robo, que fue finalmente retirado, fue internado de nuevo. En 1990 de cualquier manera, artistas como R.E.M., ZZ Top, John Wesley Harding y Jesus and Mary Chain grabaron sun canciones en el disco Where the Pyramid Meets the Eye: A tribute to Rocky Erickson obteniendo un éxito nunca antes alcanzado. En 1993 Erickson tocó por primera vez en directo tras muchos años de ausencia en los Austin Music Awards
. Unos pocos meses más tarde volvió al estudio con los guitarristas Charlie Sexton y Paul Leary (de Butthole Surfers) para grabar una serie de nuevas canciones.

## Tributos
En 1975 el colega de Leary King Coffey publicó el disco de Roky Erickson All That May Do My Rhyme en su sello Trance Syndicate. 4 años más tarde publicaría también Never Say Goodbye: una colección de grabaciones privadas e inéditas de Erickson.
En el 2001 Sumner Erickson, su hermano y reconocido músico clásico, obtuvo la custodia de Rocky, que gozaba ya de muy mala salud. Bajo la estrecha vigilancia de su hermano, Roky comenzó a recibir adecuada atención médica por primera vez en muchos años, así como un más adecuado tratamiento para sus problemas psicológicos. También consiguió una adecuada defensa para sus asuntos legales lo que hizo que empezara a obtener algún beneficio de sus composiciones. 
Un recuperado Roky comenzó a reaparecer públicamente en Austin, Texas y en marzo de 2005 participó en un foro público sobre 13th Floor Elevators en la Southwest Music Conference. Hizo también un breve aparición musical con los Explosives y un documental sobre él fue presentado en el Southwest Film Festival. Esta explosión de actividad coincidió con la publicación de una antología en doble CD sobre su obra titulada I Have Always Been Here Before: The Rock Erickson Anthology.
La banda Ghost hizo una versión de la canción If You Have Ghost, además nombraron con el mismo nombre su disco, el primer EP de la banda de heavy metal sueca. Fue producido por Dave Grohl y publicado el 20 de noviembre de 2013 por Republic Records.

## Discografía
- Roky Erickson and the Aliens (1980)
- The Evil One (1981)
- The Return of the Living Dead (V.S.O.) (1985)
- Don't Slander Me (1986)
- Gremlins Have Pictures (1986)
- Casting the Runes (1987)
- Holiday Inn Tapes (1987)
- Live at the Ritz 1987 (1988)
- Openers (1988)
- Beauty and the Beast (1993)
- All That May Do My Rhyme (1995)
- Demon Angel: A Day and a Night with Roky Erickson (1995)
- Roky Erickson and Evilhook Wildlife (1995)
- Never Say Goodbye (1999)
- Don't Knock the Rok! (2004)
- I have always been here before (2005)
- Live at the Ritz
- True Love Cast Out All Evil (2010)